# Gouvernement Bani Suwaif
Bani Suwaif (arabisch محافظة بني سويف, DMG Muḥāfaẓat Banī Suwaif, ägyptisch-Arabisch Muḥāfẓet Beni Suef) oder Beni Suef ist ein Gouvernement in Ägypten mit 3.154.100 Einwohnern und liegt in Mittelägypten.
Es grenzt im Norden an die Gouvernements al-Fayyum und al-Dschiza, im Osten an das Gouvernement al-Bahr al-ahmar, im Süden an das Gouvernement al-Minya und im Westen an das Gouvernement al-Dschiza. Der Ostteil des Gouvernements erstreckt sich bis in die Arabische Wüste. Das Verwaltungszentrum ist Bani Suwaif (Beni Suef).